# 納瓦霍級救援打撈船
纳瓦霍级是美國海軍的一款於2017年訂購的拖曳、打捞和救助船，以取代老化的保障級和波瓦坦級。首批六艘船的首艦于2019年铺设龙骨。 2020 年又订购了两艘船 2021 年 10 月，奥斯塔公司获得了一份价值 1.45 亿美元的合同，建造两艘拖曳、打捞和救援船（T-ATS 11 和 12），并可选择建造最多三艘额外的 T-ATS 船。  2022 年 7 月 23 日，海軍又向奥斯塔订购了两艘纳瓦霍级。 

## 发展
計劃建造八艘該級船舶來取代老化的保障級救援船和波瓦坦級拖船。 它們於 2017 年訂購，並於 2018 年 3 月 16 日選擇 Gulf Island Fabrication 建造它們。 2020年3月26日，海軍又訂購了兩艘艦艇。 2021 年 4 月 19 日，海灣島宣布已將合同連同造船廠出售給 Bollinger Shipyards。    

## 同級艦
| 艦名                           | 舷號     | 造船廠       | 置放龍骨            | 下水               | 備註   |
| ------------------------------ | -------- | ------------ | ------------------- | ------------------ | ------ |
| 纳瓦霍號                       | T-ATS-6  | 布林格造船廠 | 2019 年 10 月 30 日 | 2023 年 5 月 24 日 | 測試中 |
| 切羅基民族號                   | T-ATS-7  | 布林格造船廠 | 2020 年 2 月 12 日  | 2024年6月          | 測試中 |
| 萨吉诺·奥吉布韦·阿尼希纳贝克號 | T-ATS-8  | 布林格造船廠 | 2022 年 10 月 3 日  |                    | 建造中 |
| 倫尼萊納佩人號                 | T-ATS-9  | 布林格造船廠 | 2022年8月           |                    | 建造中 |
| 馬斯柯吉民族號                 | T-ATS-10 | 布林格造船廠 | 2024年3月20日       |                    | 建造中 |
| 小比利·弗蘭克號                | T-ATS-11 | 美国奥斯塔   | 2023年11月14日      |                    | 建造中 |
| 所羅門·阿特金森號              | T-ATS-12 | 美国奥斯塔   | 2025年4月16日       |                    | 建造中 |
| 詹姆斯·D·費爾班克斯號          | T-ATS-13 | 美国奥斯塔   |                     |                    | 建造中 |
| 纳拉甘西特人號                 | T-ATS-14 | 美国奥斯塔   |                     |                    | 已订购 |
| 未命名                         | T-ATS-15 | 美国奥斯塔   |                     |                    | 已订购 |